# Модель життєздатної системи
Модель життєздатної системи, або МЖС (англ. Viable Systems Model, VSM) — модель організаційної структури будь-якого життєздатного організму або автономної системи. Життєздатна система це будь-яка система організована таким чином, щоб задовольняти вимогам виживання в умовах змінного середовища. Одна з основних особливостей життєздатної системи в тому, що вони можуть адаптуватися до мінливих умов навколишнього середовища. VSM означає модель життєздатної системи яку можливо застосувати до організації, яка є життєздатною системою і здатна до автономії.

## Огляд
Ця модель була запропонована теоретиком дослідження операцій і кібернетиком Стаффордом Біром в його книзі «Мозок фірми». Разом з ранніми роботами Біра щодо використання кібернетики в управлінні, ця книга фактично заснувала кібернетику менеджменту.
Перш за все слід сказати про кібернетичну теорію організації, що входить в модель життєздатної системи. Вона пропонує розглядати життєздатні системи як рекурсивні. Одні життєздатні системи містять в собі інші життєздатні системи, які можна моделювати за допомогою ідентичних кібернетичних описів як вищі, так і нижчих за рівнем системи в ієрархії контейнерів.

## Структура Моделі Життєздатної Системи

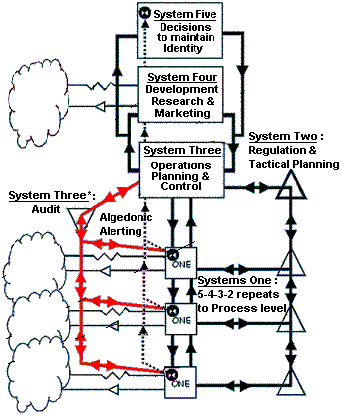
Основні функції МЖС

Життєздатна система складається з п'яти взаємодіючих підсистем, які можуть бути відображені як аспекти організаційної структури. У широкому сенсі, системи 1, 2, 3 стосуються оперативної діяльності організації, а система 4 пов'язана із стратегічною відповіддю на вплив зовнішніх, екологічних та майбутніх викликів навколишнього середовища. Система 5 відповідає за рівновагу щоб сформулювати директивні вказівки, які забезпечать життєздатність організації.
- Система 1 в моделі життєздатної системи забезпечує декілька основних видів діяльності. Кожна Система 1 перш за все сама є життєздатною системою відповідно до рекурсивного характеру системи. Це стосується як мінімум частини функцій, що реалізують ключову діяльність організації.
- Система 2 забезпечує інформаційні канали та органи, які дозволяють Системам 1 спілкуватися між собою та з Системою 3 для контролю і координації діяльності Систем 1.
- Система 3 представляє структури управління які організовані, з метою встановити правила, забезпечення ресурсами, права і обов'язки Систем 1, а також для забезпечення взаємодії з системами 4 та 5.
- Система 4. Органи, що входять в систему 4 відповідають за спостереження за навколишнім середовищем, з метою контролювати, яким чином організація повинна адаптуватися, щоб залишатися життєздатною.
- Система 5 відповідає за політичні рішення в рамках організації в цілому, щоб збалансувати потреби та запити різних частин організації і керувати організацією в цілому.

На додаток до підсистем, які становлять перший рівень рекурсії, в моделі представлене зовнішнє середовище. Наявність зовнішнього середовища, відображає в моделі область дії системи, без якої неможливо врахувати контекст чи базу внутрішніх взаємодій організації.
Алгедонічні сигнали є сигналами тривоги та винагороди, які піднімаються через рівні рекурсії, коли фактичне виконання не вдалося або перевищує можливості системи.
В основу моделі покладено архітектури мозку і нервової системи. Системи 3, 2, 1 порівнюються з вегетативною нервовою системою. Система 4 втілює в собі пізнання і спілкування. Система 5 — вищі функції мозку, що включають самоаналіз і прийняття рішень.

## Організація Життєздатних Систем
Принципи організації життєздатних систем :
- операційна та зовнішня різноманітність, проходячи через організаційну систему прагне до рівномірного розподілу;
- чотири напрямки каналів, що передають інформацію між блоками управління, операцій та навколишнього середовища повинні мати пропускну здатність, більшу, ніж необхідно для передачі інформації про різноманітність, породжувану усіма підсистемами в момент часу;
- коли інформація, що пройшла через канал, що допускає відмінності даного різноманіття, перетинає кордон, вона відчуває перетворення, і різноманітність перетворення повинно бути принаймні еквівалентно різноманітності каналу;
- робота перших трьох принципів повинна циклічно підтримуватися протягом часу без перерви або затримки.

## Вимірювання ефективності

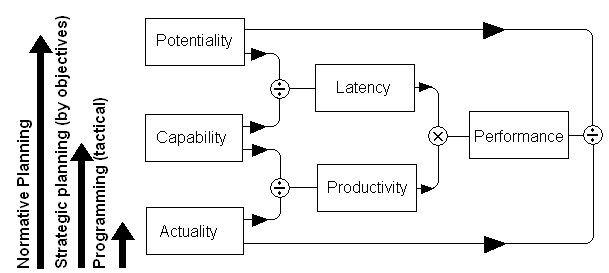
Три міри потужності виробництва і три міри досягнень

У книзі «Мозок Фірми» Стаффорда Біра описується потрійний вектор для характеристики діяльності в Системі 1 і три показники ефективності). Він ґрунтується на трьох показниках:
- Фактичний:  «Що вдається отримати в даний час при існуючих ресурсах і існуючих обмеженнях».
- Готівковий:  «Це те, що можливо досягти при існуючих ресурсах, при існуючих обмеженнях, якщо дійсно почати вирішувати таке завдання».
- Потенційний:  «Це те, що вдасться зробити, розвиваючи ресурси і знімаючи обмеження, діючи в межах ресурсів і можливостей».

Стаффорд Бір додає: «Було б добре зробити ці визначення більш простими для розуміння». Система 4, по суті, працює для того, щоб реалізовувати потенціал.

Наступним він визначає:
- продуктивність це відношення фактичного показника до готівкового;
- прихована продуктивність це відношення готівкового до потенційного;
- поточна продуктивність це відношення фактично досягнутого до потенційного, а також ставлення прихованої і розрахункової продуктивності.

Коли фактичний показник відрізняється від наявного, тому що хтось зробив щось добре чи, навпаки, погано, то, алгедонічний сигнал відправляється керівникові. Якщо заходи щодо виправлення становища, поліпшення технології або виправлення помилки не будуть вчасно вжиті, сигнал піднімається на наступний рівень управління. Оскільки показники розраховуються в порядку ієрархії управління, в ескалації сигналів немає особливої потреби, але рутинні функції обробки сигналів повинні будуватись з урахуванням найпоширеніших евристичних практик. Ці евристики повинні постійно контролюватися і коригуватися Системою 4.
Комерційні структури застосовують ці показники для підвищення ефективності, коли готівковий або потенційний показники реалізуються, наприклад, у вигляді бонусів за продуктивність, угоді про розподіл прибутку або правах на інтелектуальну власність.

## Застосування VSM
Щодо VSM міра різноманітності раніше використовувалася для співставлення людських ресурсів, машин і капіталу до роботи з виробництва продукції або надання послуг. У наборі процесів деякі роботи виконуються однією людиною. Деякі процеси виконуються багатьма учасниками, іноді ж кілька процесів виконуються одним і тим же учасником. Протягом робочого дня людина, яка виконує завдання, може переміщати увагу між внутрішніми і зовнішніми системами 1, 2, 3, 4 і 5 від моменту до моменту.
Вибір, або рішення розрізняються і їх вартості, визначають різноманітність, і, отже, потрібні для роботи. Виробничі процеси Системи 1, оперативно керовані Системою 3 за допомогою моніторингу продуктивності і забезпечення Системи 2, потоку продукції між Системою 1 і зовнішніми користувачами.
Система 3 здатна проводити аудит минулої продуктивності, так що непродуктивний час виробництва можна порівняти з продуктивним. Якщо щось пішло не так, і рівень ризику збільшився, Система 3 запитує допомогу або направляє колег на допомогу. Це алгедонічний сигнал «біль», який спрацьовує автоматично, коли продуктивність не дозволяє досягти можливих цілей. Проблема в петлі гомеостатичної автономії в системах 3, 2, 1 поглинається для вирішення в рамках своєї автономії метасистеми. Рекомендації Системи 4 призначені для розвитку.
Якщо будуть потрібні додаткові ресурси, Система 5 ухвалить рішення на підставі найкращих варіантів, наданих Системою 4. Ескалація для вищого керівництва буде потрібна, якщо рішення вимагає більше ресурсів, ніж поточний рівень можливостей і різноманітності може витримати. Сигнал задоволення в алгедонічних сигналах, при застосуванні корисних інновацій, обробляється аналогічним чином.
У малому бізнесі всі ці функції можуть виконуватися однією людиною або розподіляється між учасниками. У великих підприємствах ролі можуть диференціюватися і ставати більш спеціалізованими, підкреслюючи один або кілька аспектів VSM. Місцеві умови, навколишнє середовище і характер послуг або продуктів, визначають, як складування, продаж, реклама, просування, розсилки, оподаткування, фінанси, і заробітна плата вписуються в цю модель. Не всі підприємства оплачують свої операції і добровольці можуть не оплачуватися. Реклама або доставка не обов'язково є частиною бізнесу, або вони можуть бути основним видом діяльності. Незалежно від обставин, всі підприємства повинні бути корисними для своїх користувачів, якщо вони хочуть залишатися життєздатними. Для всіх учасників центральним залишається питання: «Чи повинен я виконати цю операцію як зазвичай або застосувати інновацію?» Це втілюється у зверненні до Системи 4. VSM описує обмеження: історію минулої діяльності і як вона може бути поліпшена.

## Рекомендована література
- 1972, Stafford Beer, Brain of the Firm; Allen Lane, The Penguin Press, London, Herder and Herder, USA. Translated into German, Italian, Swedish and French (The founding work)
- 1975, Stafford Beer, Platform for Change; John Wiley, London and New York. (Lectures, talks and papers)
- 1979, Stafford Beer, The Heart of Enterprise; John Wiley, London and New York. (Discussion of VSM applied)
- 1985, Stafford Beer, Diagnosing the System for Organizations; John Wiley, London and New York. Translated into Italian and Japanese. (Handbook of organizational structure, design and fault diagnosis)
- 1989, Ed. Espejo and Harnden The Viable System Model; John Wiley, London and New York.
- 2007, William F. Christopher Holistic Management; John Wiley, London and New York.
- 2008, Türke, Ralf-Eckhard: Governance — Systemic Foundation and Framework (Contributions to Management Science, Physica of Springer, September 2008).Link [Архівовано 1 лютого 2010 у Wayback Machine.]
- 2008, Patrick Hoverstadt: The Fractal Organization: Creating sustainable organizations with the Viable System Model Wiley [Архівовано 6 серпня 2011 у Wayback Machine.]
- 2009, José Pérez Ríos, Diseño y diagnóstico de organizaciones viables: un enfoque sistémico, Universidad de Valladolid ReadOnTime [Архівовано 15 липня 2011 у Wayback Machine.]